# Karnin (województwo lubuskie)
Karnin – wieś w Polsce położona w województwie lubuskim, w powiecie gorzowskim, w gminie Deszczno.
W latach 1975–1998 miejscowość administracyjnie należała do województwa gorzowskiego.
1 sierpnia 1977 część Karnina (231 ha) włączono do Gorzowa.
- Wieś połączona jest z Gorzowem Wielkopolskim linią MZK.